# Puski (Estland)
Puski (Zweeds: Buskby of Buskas; de Duitse naam is ook Puski) is een plaats in de Estlandse gemeente Hiiumaa, provincie Hiiumaa. De plaats heeft de status van dorp (Estisch: küla).
Puski lag tot in oktober 2013 in de gemeente Kõrgessaare, daarna tot in oktober 2017 in de gemeente Hiiu en sindsdien in de fusiegemeente Hiiumaa.

## Bevolking
De ontwikkeling van het aantal inwoners blijkt uit het volgende staatje:
| Jaar            | 2000 | 2011 | 2018 | 2019 | 2020 | 2021 |
| --------------- | ---- | ---- | ---- | ---- | ---- | ---- |
| Aantal inwoners | 6    | 1    | 6    | 4    | < 4  | 10   |

## Geschiedenis
Puski werd voor het eerst genoemd in 1564 als boerderij met de naam Hannus. In 1798 was de plaats een dorp op het landgoed Hohenholm (Kõrgessaare). Rond 1950 werd het buurdorp Kiivera bij Puski gevoegd. Tussen 1977 en 1997 maakte Puski deel uit van het buurdorp Villamaa. In 1997 werden Puski en Kiivera weer zelfstandige dorpen.

## De kerk van Puski
De Russisch-orthodoxe Kerk van de Geboorte van Christus (Estisch: Puski Kristuse Sündimise kirik) is gebouwd tussen 1889 en 1891. De architect was Konstantin Nyman. Tegelijkertijd werd een orthodoxe parochieschool gebouwd, ontworpen door dezelfde architect. De school werd in de jaren twintig omgezet in een dorpsschool. De toenmalige eigenaar van het landgoed Hohenholm, graaf Ewald Adam Gustav Paul Constantin von Ungern-Sternberg (1863–1909), die van de Russische overheid de opdracht kreeg land af te staan voor de bouw van de kerk, had volgens de overlevering weinig op met de Russisch-orthodoxe kerk en wees een plek in een uithoek van zijn landgoed aan, midden in een dennenbos. Dat neemt niet weg dat Puski voor de Tweede Wereldoorlog een aantrekkelijke vestigingsplaats was. Rond de kerk ligt het plaatselijke kerkhof.
In 1952 sloot de kerk haar deuren onder druk van de toenmalige Sovjetautoriteiten, die in deze periode tamelijk vijandig stonden tegenover de kerk en hoge belastingen oplegden. De school sloot in 1962. Sindsdien zijn zowel de kerk als de school vervallen tot een ruïne.
Aangezien het kerkgebouw van Puski niet meer bruikbaar is, worden de orthodoxe diensten in het noordwesten van Hiiumaa gehouden in een houten kapel in Malvaste.

## Foto's

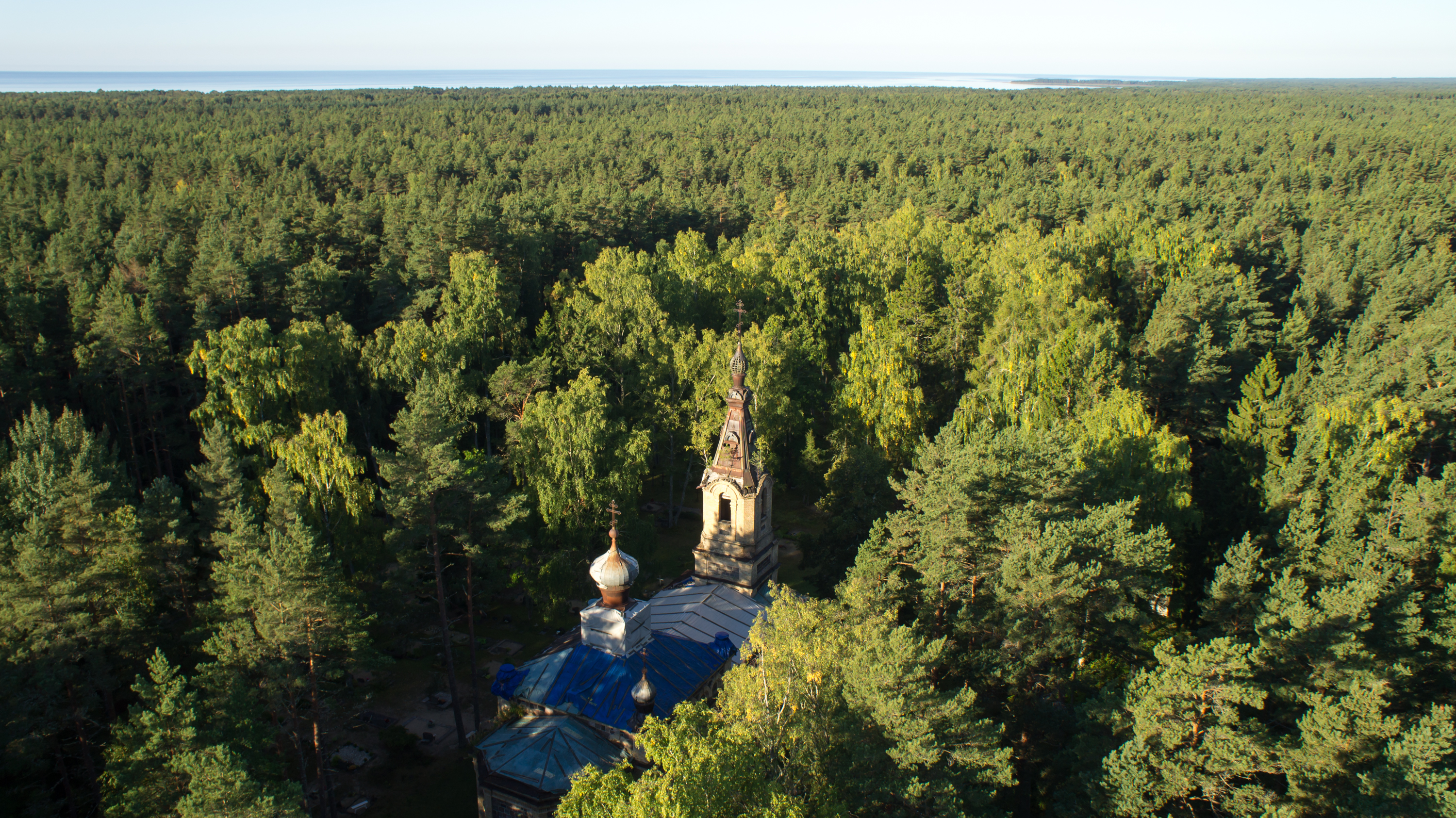
De kerk middenin de bossen
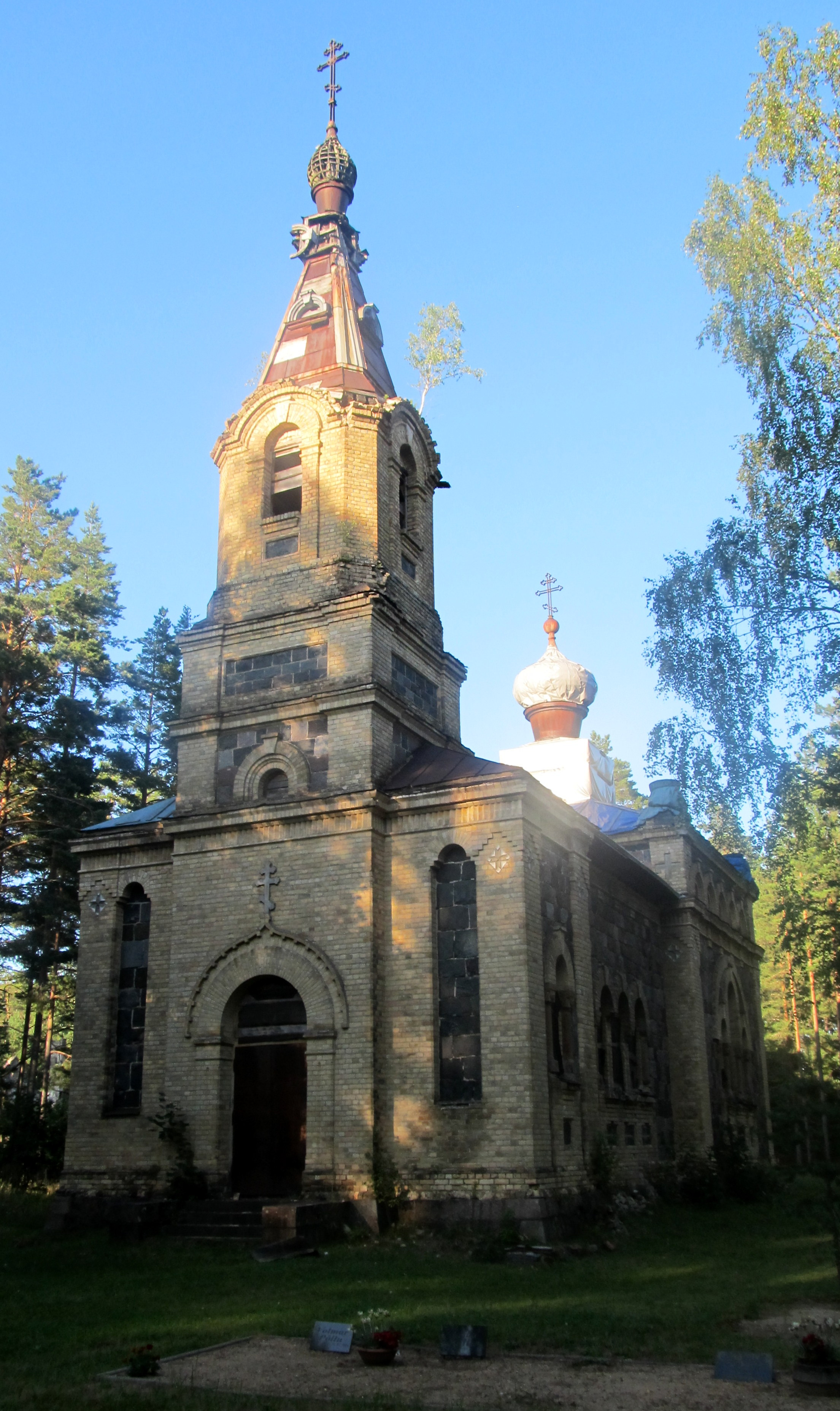
Vooraanzicht
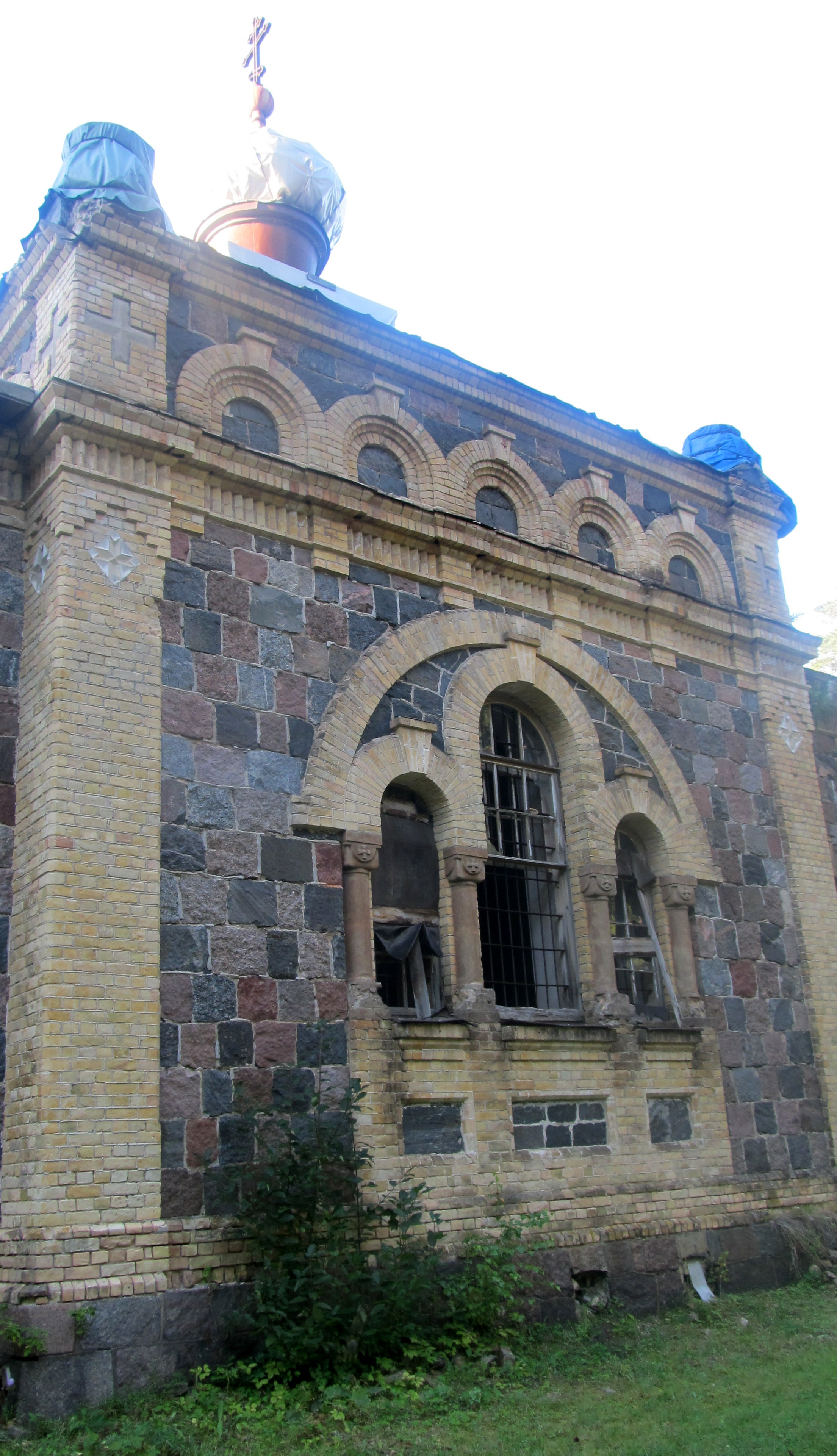
Zijkant
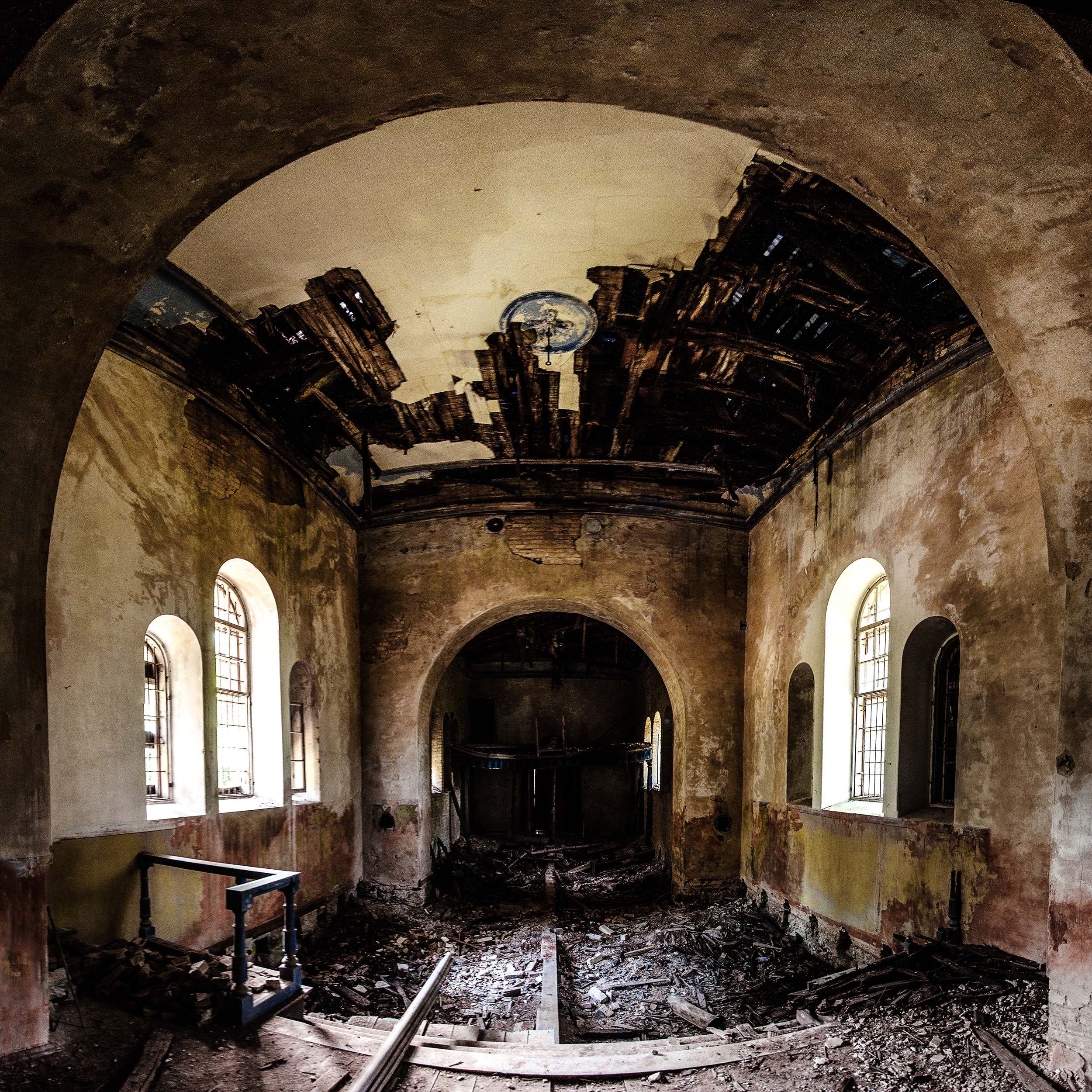
Interieur
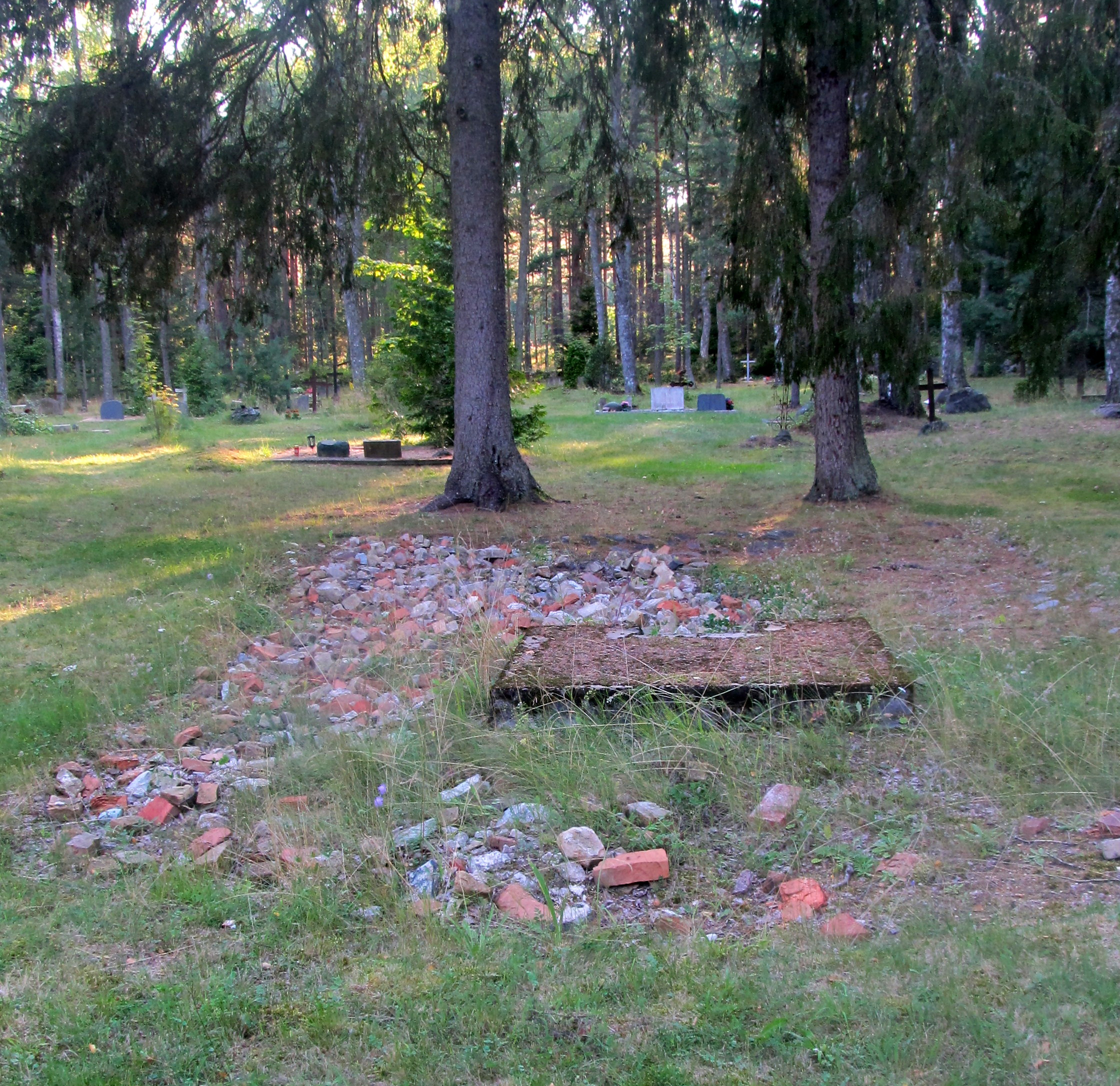
Het kerkhof
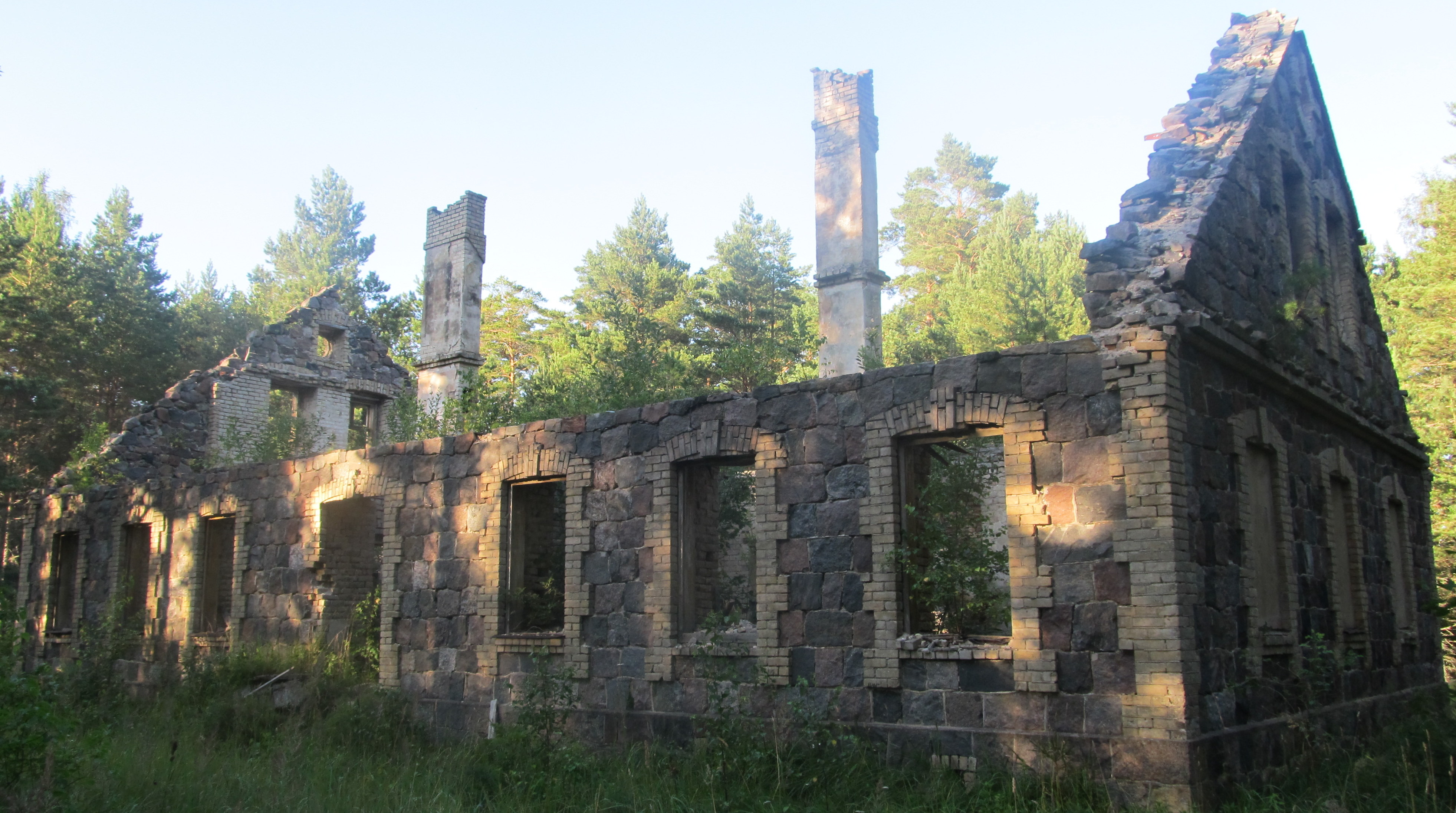
Ruïne van de school